# Rennerod
Rennerod é uma cidade da Alemanha localizado no distrito de Westerwaldkreis, estado da Renânia-Palatinado.
É membro e sede do Verbandsgemeinde de Rennerod.